# Wasserstoffhandel
Wasserstoffhandel umfasst alle Tätigkeiten rund um den Handel mit dem Rohstoff Wasserstoff. Darunter fallen die Wasserstoffherstellung, die dazu notwendige Wasserstoffspeicherung, sowie die Umwandlung in für die Endverbraucher nutzbare Energie. Im Allgemeinen wird vom Wasserstoffantrieb gesprochen, im Speziellen von der Brennstoffzelle. Die Bedeutung des Wasserstoffhandels besteht darin, dass Produzenten europaweit ihre Überkapazitäten anbieten und Konsumenten den fehlenden Bedarf decken können. Für die Energiewende ist Wasserstoff ein wichtiger Energieträger.
Im Unterschied zu fossilen Brennstoffen ist der Wasserstoffkreislauf in sich geschlossen und erzeugt keine schädlichen Emissionen. Im Unterschied zum CO2-Handel, wo man seine CO2-Emissionen nur kompensiert, erzeugt man beim Wasserstoffhandel keine Abfallstoffe und die Umweltbilanz sowie der ökologische Fußabdruck bleiben minimal.
Die Landesnahverkehrsgesellschaft Niedersachsen (LNVG) hat aktuell ein Defizit an CO2-neutral (grün) hergestelltem Wasserstoff. Vorübergehend werden rund 1,6 t Wasserstoff aus fossilem Ursprung getankt. Die Energiewende gelingt erst, wenn grün hergestellter Wasserstoff flächendeckend produziert wird und auch eine effiziente Logistikinfrastruktur aufgebaut ist. Die EU-Kommission will dazu innerhalb von 30 Jahren rund 470 Mrd. Euro an Fördergelder investieren.
Aktuell besteht die Situation, dass Bürger für „nicht-produzierten“ Strom 635 Mio. EUR an Entschädigungszahlungen an die Stromproduzenten leisten müssen. An windreichen Tagen müssen häufig ganze Windparks abgeschaltet werden, weil die Leitungen bereits voll sind. Zwischen 5 und 6,5 TWh an möglichem Ökostrom wird nicht produziert. Mit diesem Überschussstrom ließen sich 750.000 Wasserstoff-Fahrzeuge betreiben.
In der Schweiz gibt es eine Firma die eine Pionierrolle einnimmt und beim Wasserkraftwerk Gösgen, grünen Wasserstoff produziert. Mit einem 2 MW Elektrolyseur werden jährlich rund 300 Tonnen Wasserstoff aus erneuerbarer Quelle produziert. Damit werden 7 Wasserstofftankstellen in der Schweiz beliefert. Die Produktion stößt jedoch bereits im zweiten Jahr seiner Geschichte an seine Kapazitätsgrenzen, da die Nachfrage größer als die Produktionsmenge ist.
Im Sommer 2021 gaben die Rheinhäfen Basel bekannt einen Wasserstoff-Hub im Raum Basel zu planen.
Aktuell hätten Chemiefirmen in der Schweiz große Mengen an Wasserstoff übrig, die als Abfallprodukt aus chemischen Prozessen entstehen. Anstatt, dass dieser Wasserstoff verwendet wird um Fahrzeuge zu betanken, wird der Wasserstoff verbrannt und somit nicht genutzt.
Die Firma Hyundai ist zurzeit der einzige Serienproduzent von wasserstoffbetriebenen Nutzfahrzeugen und hat im Juli 2020 die ersten 10 Hyundai H2 Xcient LKWs nach Europa verschifft. Alle LKWs wurden in die Schweiz geliefert und sind aktuell im Einsatz für verschiedene Großverteiler, unter anderem für Migros und Coop.
Am 25. August 2020 wurde in der Sendung Makro, auf 3sat die Idee vorgestellt, in Afrika grünen Wasserstoff herzustellen und diesen dann per Schiff oder Pipeline nach Deutschland zu fördern.
Gemäß einer Vorstudie von DB Energie, ist es technisch und auch rechtlich möglich, Wasserstoff per Bahn zu transportieren. Es wäre mit aktueller Technologie bereits heute schon möglich, Wasserstoff per Pipeline zu transportieren, sofern denn die Infrastruktur vorhanden wäre, und erst am Zielort wieder auf die nötigen 350 bar bzw. 700 bar zu verdichten.
Wasserstoffhandel ist von der Energiesteuer befreit.
Im Juli 2020 publizierte die EU ihre Strategie zum Wasserstoffhandel. Die Industrie dringt auf Standards.